# 仮名読新聞

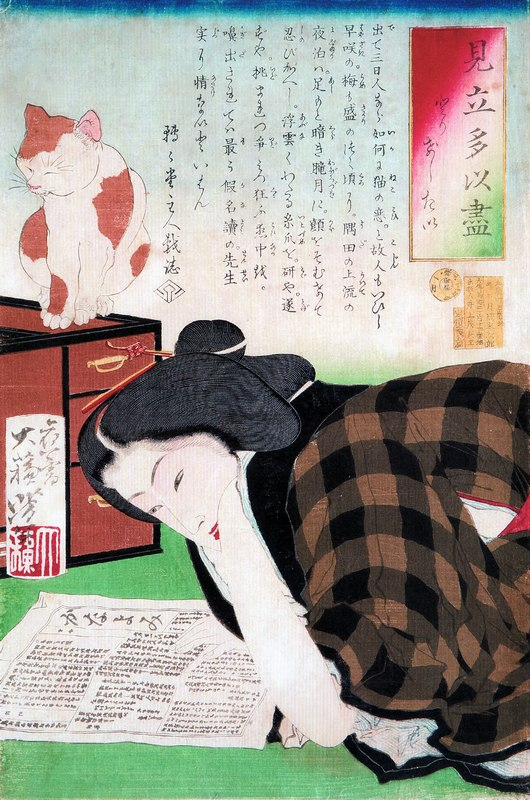
月岡芳年画『見立多以尽（みたてたいづくし）』より『とりけしたい』。仮名読新聞を読む女性。

仮名読新聞（かなよみしんぶん）は、新聞紙条例が布告された1875年（明治8年）11月1日に仮名垣魯文編集・河鍋暁斎挿絵で横浜毎日新聞会社（現毎日新聞社）が創刊した、明治初期の代表的小新聞。錦絵新聞のひとつ。
久保田彦作が毒婦を主人公として描き評判となった新聞小説『鳥追お松の伝』は同紙に連載されたもの。
1877年（明治10年）5月3日付から『かなよみ』に改題し、1880年（明治13年）10月29日付で廃刊するまで、1400号が刊行された。1992年10月に明石書店から全9巻の復刻版が出版されている。

## 関連書籍・論文
- 土屋礼子『大衆紙の源流－明治期小新聞の研究』世界思想社、2003年
- 中西裕「『仮名読新聞』の誤報記事」『學苑』第805巻、昭和女子大学、2007年11月、32-39頁、NAID 110007054741。